# Gypsophila simulatrix
Gypsophila simulatrix là loài thực vật có hoa thuộc họ Cẩm chướng. Loài này được Bornm. & Woronow mô tả khoa học đầu tiên năm 1913.